# Зингис, Евгений Юльевич
Евгений Юрьевич Зингис (1893, Гольдбекская волость Валкского уезда Лифляндской губернии — 18 февраля 1938, Ленинград) — советский государственный деятель. Председатель исполнительного комитета Новгородского окружного Совета (1930). Председатель исполнительного комитета Мурманского окружного Совета и председатель Мурманского городского Совета рабочих, крестьянских, красноармейских и рыбацких депутатов (1931—1932). Народный комиссар коммунального хозяйства Карельской АССР (1937).

## Биография
Латыш. Родился в крестьянской семье. Образование — низшее. В 1910-х годах — рабочий.
В 1918 году вступил в РКП (б). С 1918 — помощник командира артиллерийского дивизиона РККА.
В 1930 назначен председателем исполнительного комитета Новгородского окружного Совета рабочих и крестьянских депутатов.
В январе 1931 — ноябре 1932 года работал председателем исполнительного комитета Мурманского окружного Совета и председателем Мурманского городского Совета рабочих, крестьянских, красноармейских и рыбацких депутатов.
В 1933 переведен на работу в Ленинград заведующим областным отделом коммунального хозяйства.
В августе 1937 — народный комиссар коммунального хозяйства Карельской АССР. Член Карельского областного комитета ВКП(б).
Делегат XV Всероссийского съезда Советов (1931). Член ВЦИК (1931).
13 августа 1937 был арестован и Выездной сессией Военной коллегии Верховного суда СССР по ст. ст. 58-7-8-11 УК РСФСР к высшей мере наказания. Расстрелян в г. Ленинград 18 февраля 1938 года.
Посмертно реабилитирован.